# Ivan Lunardi
Ivan Lunardi, italijanski smučarski skakalec, * 15. maj 1973, Asiago, Italija. 
Lunardi je med letoma 1987 in 2000 tekmoval v enajstih sezonah svetovnega pokala. Dosegel je tudi eno zmago in velja za enega boljših italijanskih tekmovalcev tega športa. 

## Tekmovalna kariera
Leta 1986 je v ameriškem Lake Placidu postal mladinski svetovni prvak. V mladinski konkurenci se je uspešno kosal z rojakom Robertom Ceconom, vendar pa je slednji kasneje v svetovnem pokalu dosegal veliko boljše rezultate.
V svetovnem pokalu je prvič nastopil v sezoni 1986/87 na tekmi Novoletne turneje v nemškem Garmisch-Partenkirchnu in osvojil 29. mesto. Prvi večji uspeh je dosegel v sezoni 1991/92, ko je bil v italijanskem Predazzu četrti. Svojo edino uvrstitev na stopničke za zmagovalce je dosegel v sezoni 1992/93, ko je na tekmi v Lahtiju osvojil prvo mesto.
Na olimpijskih igrah leta 1992 v Albertvillu je osvojil 7. mesto na veliki skakalnici. 
Osvojil je tudi 4. mesto na svetovnem prvenstvu v Falunu leta 1993 na mali skakalnici.
V sezonah 1994/95 in 1995/96 ni nastopal v svetovnem pokalu, vendar po vrnitvi februarja 1997 ni dosegal dobrih rezultatov. Po sezoni 1999/00 je zaključil kariero smučarja skakalca.

## Dosežki v svetovnem pokalu

### Uvrstitve po sezonah:
| Sezona  | Skupno | Poleti | JP  | Novoletna | Nordijska |
| ------- | ------ | ------ | --- | --------- | --------- |
| 1986-87 | –      | N/A    | N/A | –         | N/A       |
| 1988-89 | –      | N/A    | N/A | 106       | N/A       |
| 1989-90 | –      | N/A    | N/A | –         | N/A       |
| 1990-91 | –      | –      | N/A | –         | N/A       |
| 1991-92 | 17.    | 16.    | N/A | 31.       | N/A       |
| 1992-93 | 18.    | –      | N/A | 10.       | N/A       |
| 1993-94 | 61.    | –      | N/A | 45.       | N/A       |
| 1996-97 | –      | –      | –   | 73.       | –         |
| 1997-98 | –      | –      | –   | 59.       | 46.       |
| 1998-99 | 58.    | 32.    | 63. | –         | –         |
| 1999-00 | 49.    | –      | 49. | 45.       | 38.       |

Opomba: oznaka N/A pomeni da tekmovanja ni bilo na sporedu

### Zmage (1)
| Št. | Sezona  | Datum         | Prizorišče | Skakalnica        | Velikost |
| --- | ------- | ------------- | ---------- | ----------------- | -------- |
| 1.  | 1992-93 | 7. marec 1993 | Lahti      | Salpausselkä K114 | Velika   |